# معركة السوم
معركة السوم (بالفرنسية: Bataille de la Somme باتاي دي لا سوم) هي معركة بين القوات الألمانية وقوات الحلفاء في الحرب العالمية الأولى حدثت في الفترة 1 يوليو – 18 نوفمبر 1916 وانتهت بخسائر كبيرة للطرفين.
وقعت معركة السوم في فرنسا، على ضفتي النهر من نفس الاسم. وتألفت المعركة من هجوم شنته الجيوش البريطانية والفرنسية ضد الجيش الألماني، والذي منذ بداية غزو فرنسا في أغسطس 1914 قد احتل مساحات واسعة من هذا البلد. وكانت معركة السوم واحدة من أكبر المعارك في الحرب العالمية الأولى: بسبب القتال لوقت طويل وكان أواخر الخريف 1916 قد سجٌل أكثر من 1.5 مليون إصابة في كلا الطرفين المشاركين. ومن المعروف أن هذه المعركة واحدة من المعارك الأكثر دموية العسكرية التي سُجّلت على الإطلاق.
خطة للهجوم السوم تطورت من الحلفاء بعد عدة مناقشات إستراتيجية في شانتيلي، في ديسمبر كانون الأول عام 1915. اتفق ممثلوا التحالف برئاسة الجنرال جوزيف جوفر القائد العام للقوات المسلحة في الجيش الفرنسي، على هجوم منسق ضد القوى المركزية الألمانية في عام 1916 من قبل الفرنسيين، بمساهمة من الجيوش البريطانية الإيطالية والروسية. وكان هجوم السوم يتألف من قوات بريطانية فرنسية للقيام بهجوم عام، وكان يهدف إلى خلق شرخ في خطوط الألمان الذي يمكن أن يستغل بعد ذلك بتوجيه ضربة حاسمة. مع الهجوم الألماني على فردان على نهر ميوز في شباط / فبراير 1916، اضطر الحلفاء لتغيير خططهم. وكان الجيش البريطاني المبادر بالهجوم على السوم، مع مساهمة فرنسية كبيرة.
في اليوم الأول من المعركة في 1 يوليو 1916 عانى الجيش البريطاني أسوأ خسائر تكبدها في يوم واحد في تاريخه، مع ما يقرب من 60000 مصاب. تركيبة الجيش البريطاني في تلك المرحلة كانت تقوم على قوة المتطوعين مع كتائب تضم العديد من الرجال من مناطق محلية معينة، وهذه الخسائر لها تأثير عميق نفسيا وتاريخيا وأعطت المعركة إرث ثقافي دائم في بريطانيا ويظهر ذلك جليا في دومينيون نيوفنلند، بسبب العدد الكبير من المتطوعين الذين فقدوا من هاتين المنطقتين في اليوم الأول. شهدت معركة أيضا لأول استخدام للدبابات. سير المعركة كانت مصدراً لجدل تاريخي: ضباط كبار مثل الجنرال السير دوغلاس هيغ، وقائد قوة مشاة بريطانية ورولينسون هنري، قائد الجيش الرابع، قد تعرضوا لانتقادات بسبب تكبّد خسائر فادحة جدا، بينما فشل بتحقيق أهدافه الإقليمية. ويصور مؤرخون آخرون معركة السوم باكورة لهزيمة الجيش الألماني، وهذه المعركة تدرس في الجيش البريطاني بسبب ما فيها من الدروس التكتيكية والتشغيلية.
في نهاية المعركة، القوات البريطانية والفرنسية قد اخترقت 6 أميال (9.7 كم) داخل الأراضي المحتلة من قبل الألمان. وكان الجيش البريطاني على بعد ثلاثة أميال من بابوم وأيضا لم يتم استرداد لي ترانتسلوي أو أي مدينة أخرى فرنسية، وفشلت في الوصول إلى أهدافها المرادة منها مسبقا. وعلى الرغم أن الألمان لا يزالون يحكمون القبضة على أماكن إستراتيجية، لم تكن النظرة الإستراتيجية الألمانية مثل رؤية القيادة العليا البريطانية على أرض الواقع من البشوتي.

## القوات الألمانية
كان الجيش الثاني الألماني يتشكل من 9 فِرق مشاة و 672 مدفعاً و 300 هاون و 114 طائرة. ويتخذ أوضاعه الدفاعية على جبهة طولها 40 كم تمتد من مدينة جوميكور في الشمال حتى مدينة سوايكور في الجنـوب ويحتل الهيئات المرتفعة المشرفة على مجرى نهر السوم الذي يخترق الجبهة عند مدينة فريز.

### الدفاعات الألمانية
كانت الدفاعات الألمانية في السوم قوية (بسبب كلسية الأرض) فقد كانت دفاعات عميقة ومتصلة تسمح بسهولة تحرك الأسلحة في داخلها من موقع إلى آخر وكانت مجهزة بالعديد من مرابض نيران المدفعية وتحيط بها حقول الألغام للتأمين ضد تسلل العدو إليها وضد الهجوم عليها ليلاً من بعض عنـاصر الاستطلاع المعادية ليلاً. كما روعي عند إنشاء هذه المواقع مبادئ الإخفاء والتمويه فغُطيت مداخلها بفروع الأشجار وأوراقها وكانت الاستحكامات مكونة من طابقَين ومجهزة بغرف للاستراحة ومكاتب للضباط ومراكز للقيادة والسيطرة ودُشم للأسلحة وملاجئ للاتصالات اللاسلكية ومخازن للأسلحة والذخيرة والمعدات ومخازن لمواد الإعاشة المتوافرة بكميات كبيرة في هذه الاستحكامات.

## قوات الحلفاء
كانت قوات الحلفاء تتشكل من 32 فِرقة مشاة و 6 فِرق فرسان و 2189 مدفعاً و 1160 هاون و 300 طائرة وتخضع لقيـادة المارشال "فوش وكانت تشكيلاتها مكونة من الجيش الرابع البريطاني الذي يتخذ أوضاعه الدفاعية في النسق الأول بقيادة الجنرال راولينسون ويحتل المنطقة الممتدة من شمال السوم وخط الجبهة الممتد جنوب جوميكور ويدخل في تشكيله الفيلق 8 والفيلق 10، والفيلق 3 والفيلق 15 والفيلق 13.
ويتخذ الجيش الخامس البريطاني أوضاعه الدفاعية في النسق الثاني خلف الجيش الرابع بقيادة الجنرال هوبرت جوف.
ويتخذ الجيش السادس الفرنسي أوضاعه الدفاعية في النسق الأول بقيادة الجنرال فايول ويحتل جزءاً من المنطقة الواقعة شمال السوم وخط الجبهة الممتد جنوبها ويدخل في تشكيله (الفيلق 20 والفيلق الأول مستعمرات والفيلق 35 مستعمرات). يتخذ الجيش العاشر الفرنسي أوضاعه الدفاعية في النسق الثاني خلف الجيش السادس بقيادة الجنرال ميشلر .